# Kungliga posthuset

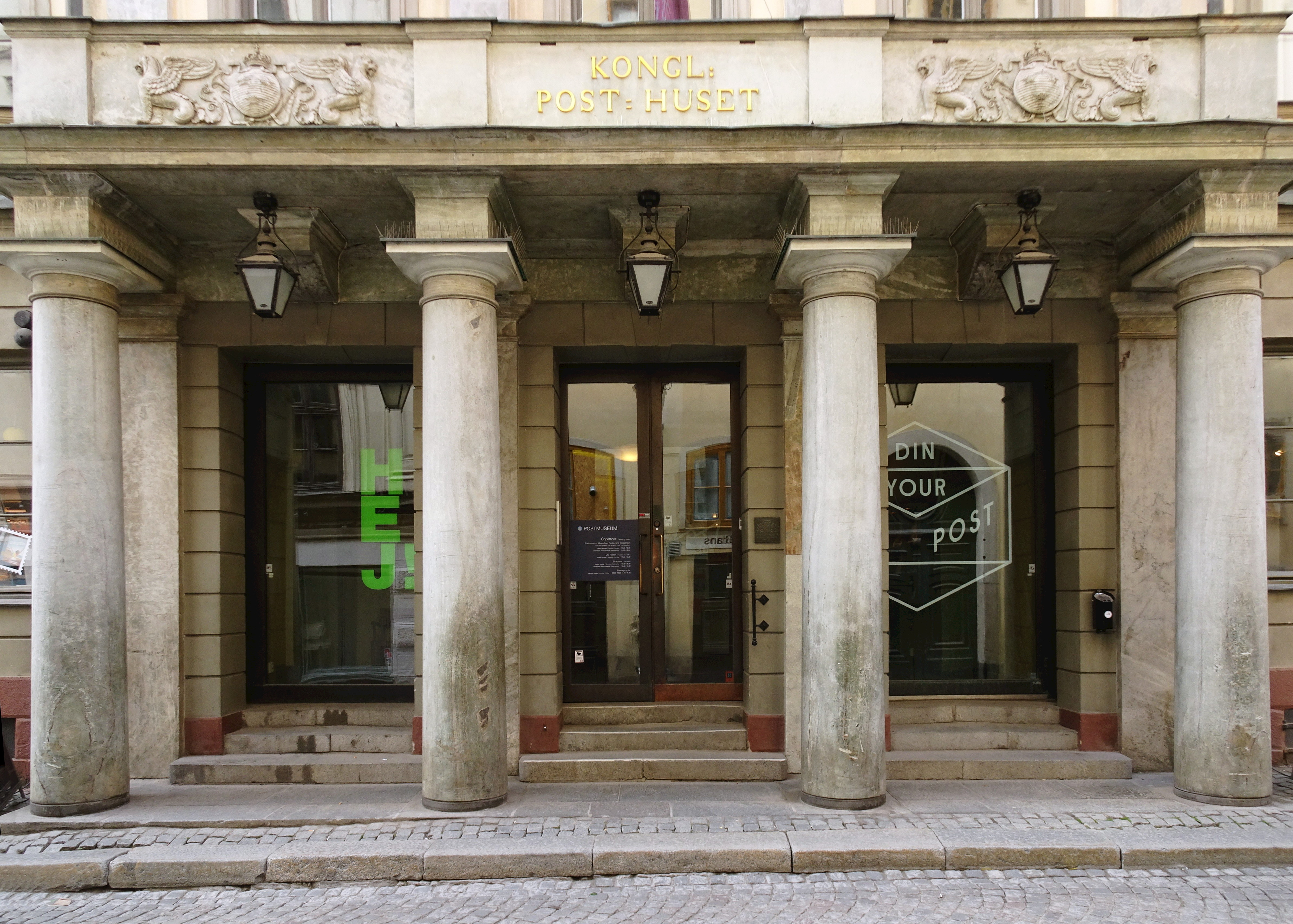
Portal till Kungliga posthuset

Kungliga posthuset är en byggnad i kvarteret Penelope vid Lilla Nygatan 6 i Stockholm. Sedan 1906 inrymmer byggnaden Postmuseum, som drivs av Posten och har en omfattande samling av frimärken och material relaterat till posthistoria. Byggnaden lagskyddades den 25 januari 1935 som ett statligt byggnadsminne.

## Byggnaden

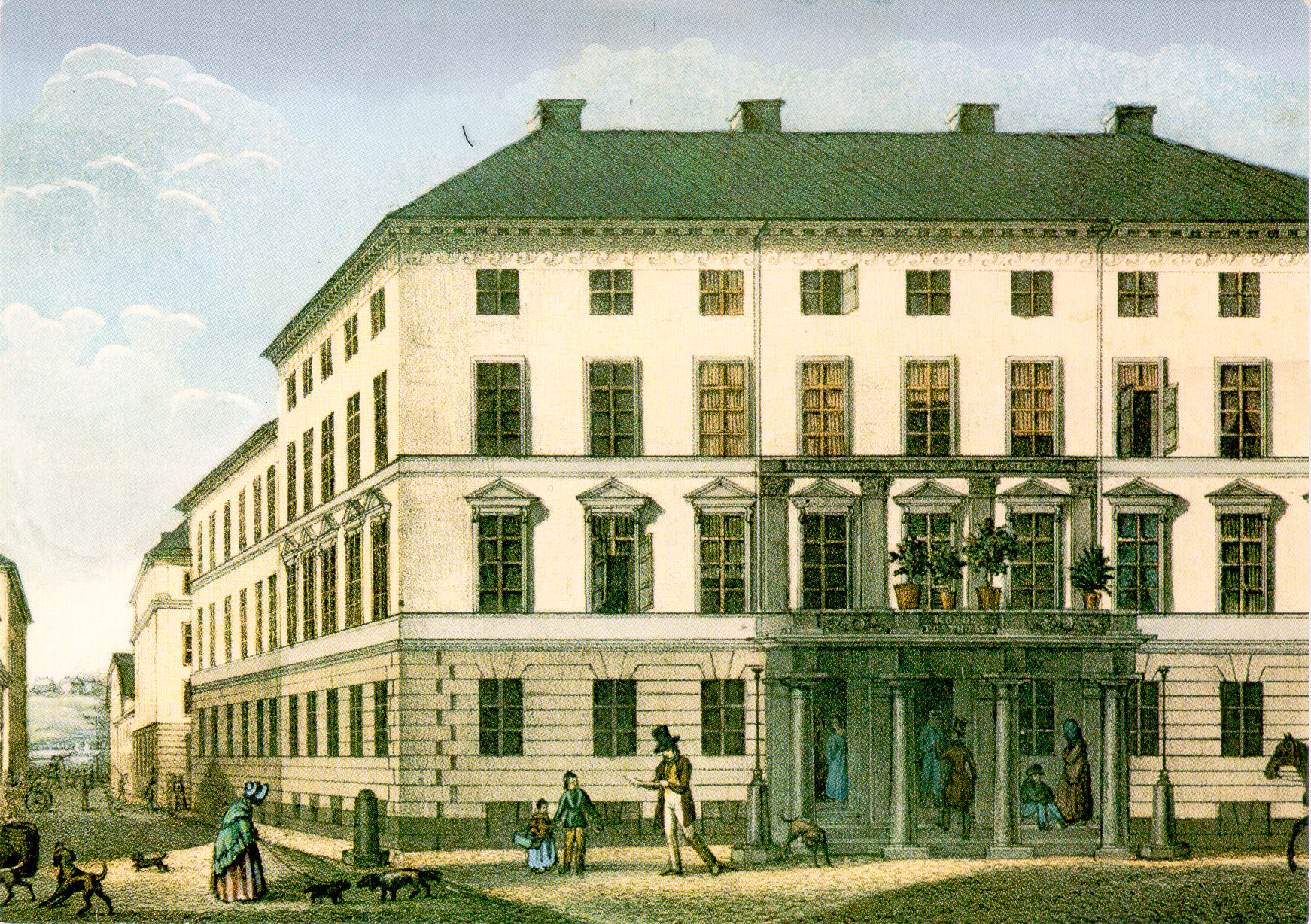
Kungliga posthuset på 1850-talet enligt Ferdinand Tollin, vy från Lilla Nygatan.

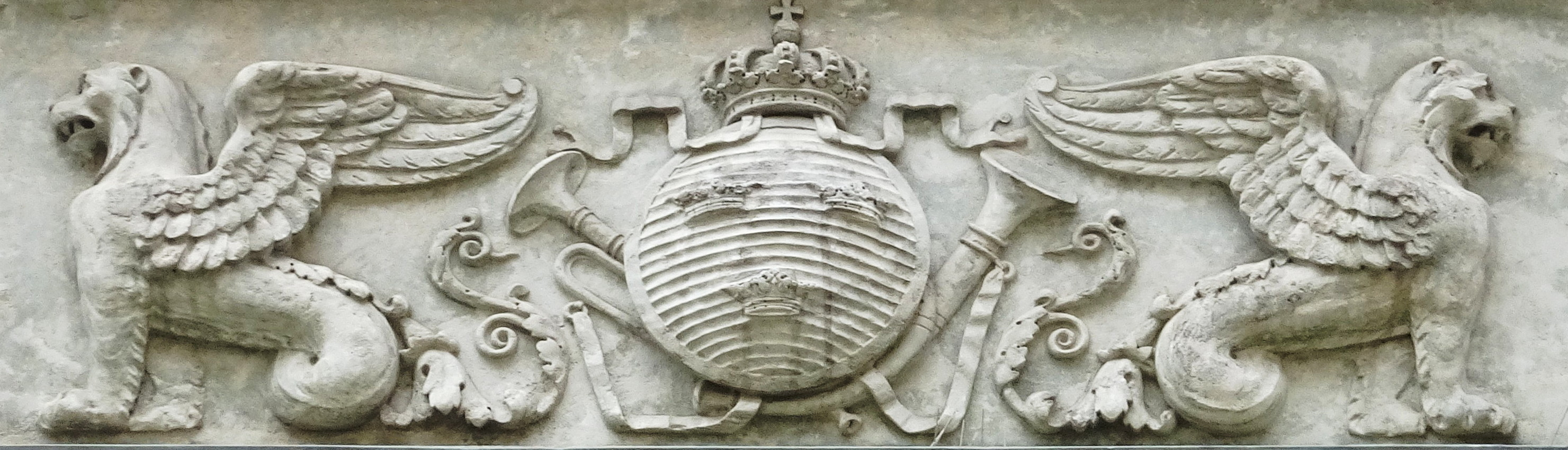
Relief över huvudentrén.

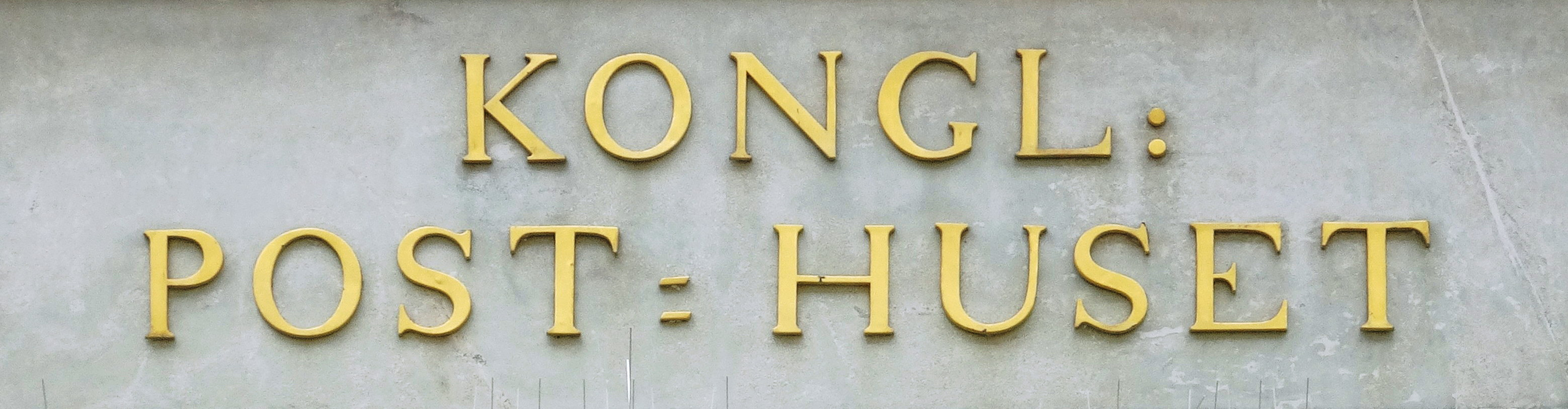
"Kongl. Post – Huset"

Byggnadens sydöstra del härstammar från omkring 1650 och uppfördes således kort efter regleringen av kvarteren vid Stora och Lilla Nygatan som genomfördes på grund av den Stora branden 1625 vilken utplånade Stadsholmens sydvästra delar. Byggherren var borgmästaren Anders Jönsson vars arvingar sålde huset 1688 till Carl Piper. Han blev 1692 ägare till grannfastigheten i norr, kvarteret Aurora med Piperska palatset.
Stora delar av 1600-talshuset står kvar än idag. Förutom yttermurarna finns delar av innerväggarna och två kryssvälvda rum i bottenvåningen i behåll. Vidare är ett ursprungligt målat bjälktak framtaget i ett rum på första ovanvåningen; flera målade takbjälkar uppges vara bevarade men är dolda under senare undertak. I ett rum på andra ovanvåningen finns fragment av väggmålningar.
År 1719 flyttade Kongl. Post Contoiret in i huset, som fram till dess hade hållit till i kvarteret Cerberus, Stora Nygatan 44. Året därpå köpte Kungliga Posten huset för 45 000 dalar kopparmynt. Resten av kvarteret förvärvades 1792. Här låg Stockholms enda postkontor fram till år 1869. 
Åren 1820 och 1821-1825 utfördes ombyggnader av huset efter arkitekt Fredrik Bloms ritningar i klassicerande arkitektur. Av Bloms nyklassicistiska inredningar bevarar vestibulen sin ursprungliga karaktär. Spegeldörrar och listverk från denna tid finns också bevarade i flera rum. Byggnaden fungerade som centralpostkontor till 1875 då Centralpostkontoret på Jacobsgatan togs i bruk. Sedan 1906 disponeras huset som Postmuseum. Ombyggnader har ägt rum bland annat 1913 efter förslag av Victor Bodin, 1955 efter förslag av Lars-Erik Lallerstedt samt 1985–1986 efter ritningar av AOS Arkitekter. 
Framför huvudentrén finns en portik med fyra doriska kolonner, som bär upp en altan utförd i kolmårdsmarmor. I tympanonfältet finns en förgylld inskription "KONGL. POST-HUSET" som flankeras av stenreliefer visande bevingade fabeldjur på ömse sidor av Svenska postens symbol. Portiken renoverades på 1960-talet.

## Inskription
Över huvudingången kan man alltjämt läsa inskriptionen:
| ” | KONGL. POST-HUSET Byggdt under Carl XIV Johans VIII regerings år. | „ |

## Bilder

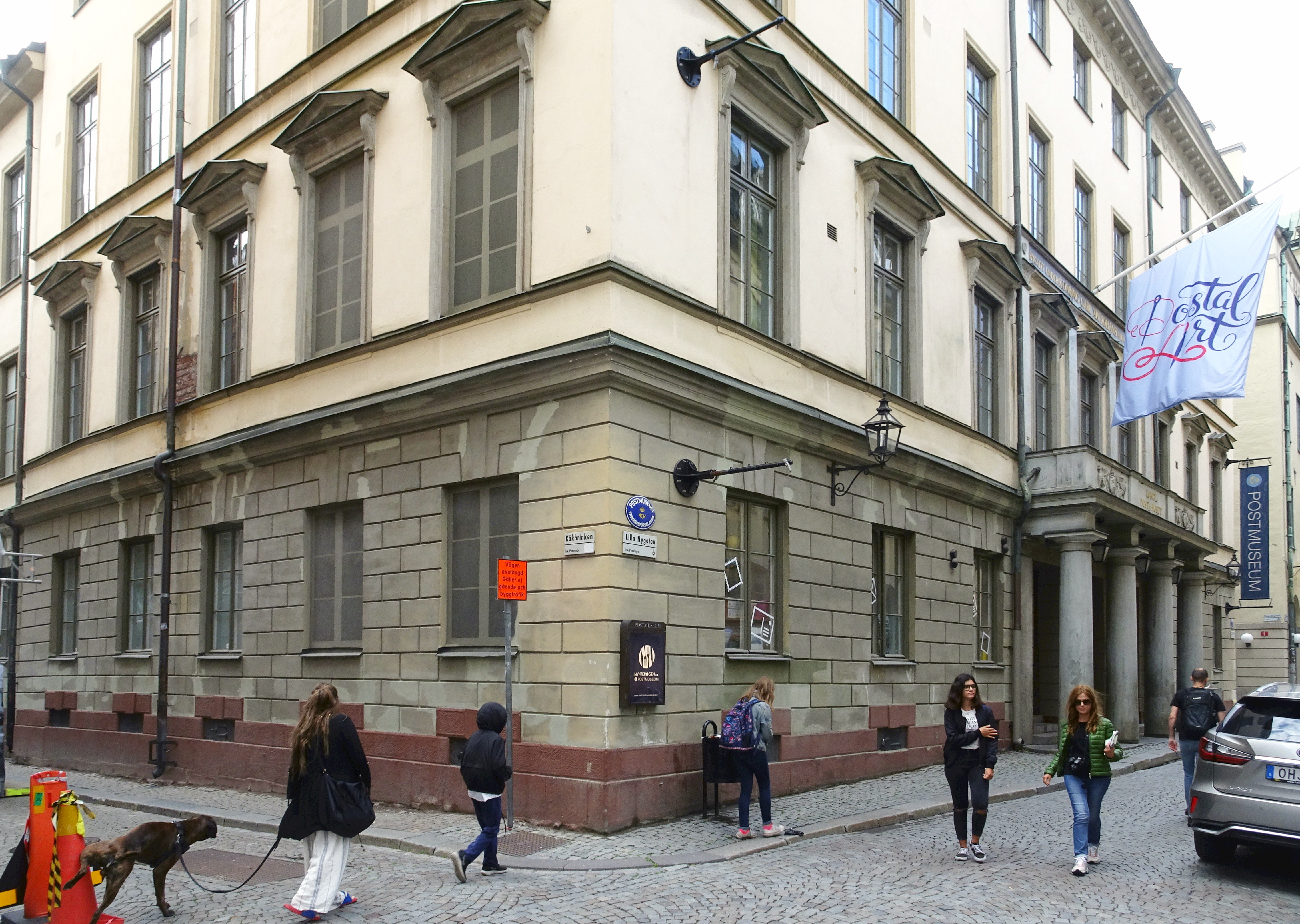
Fasad mot Lilla Nygatan.
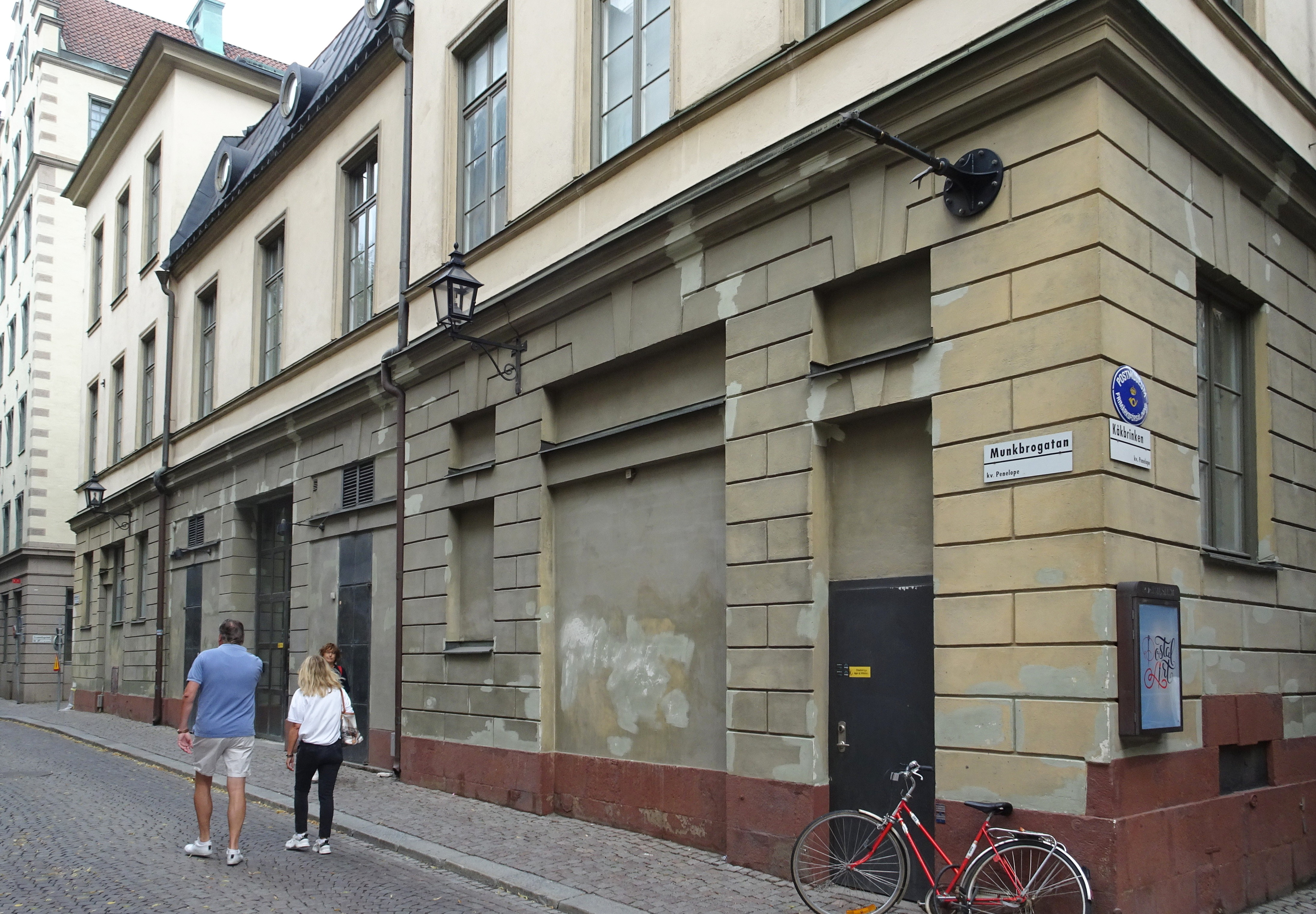
Fasad mot Munkbrogatan.
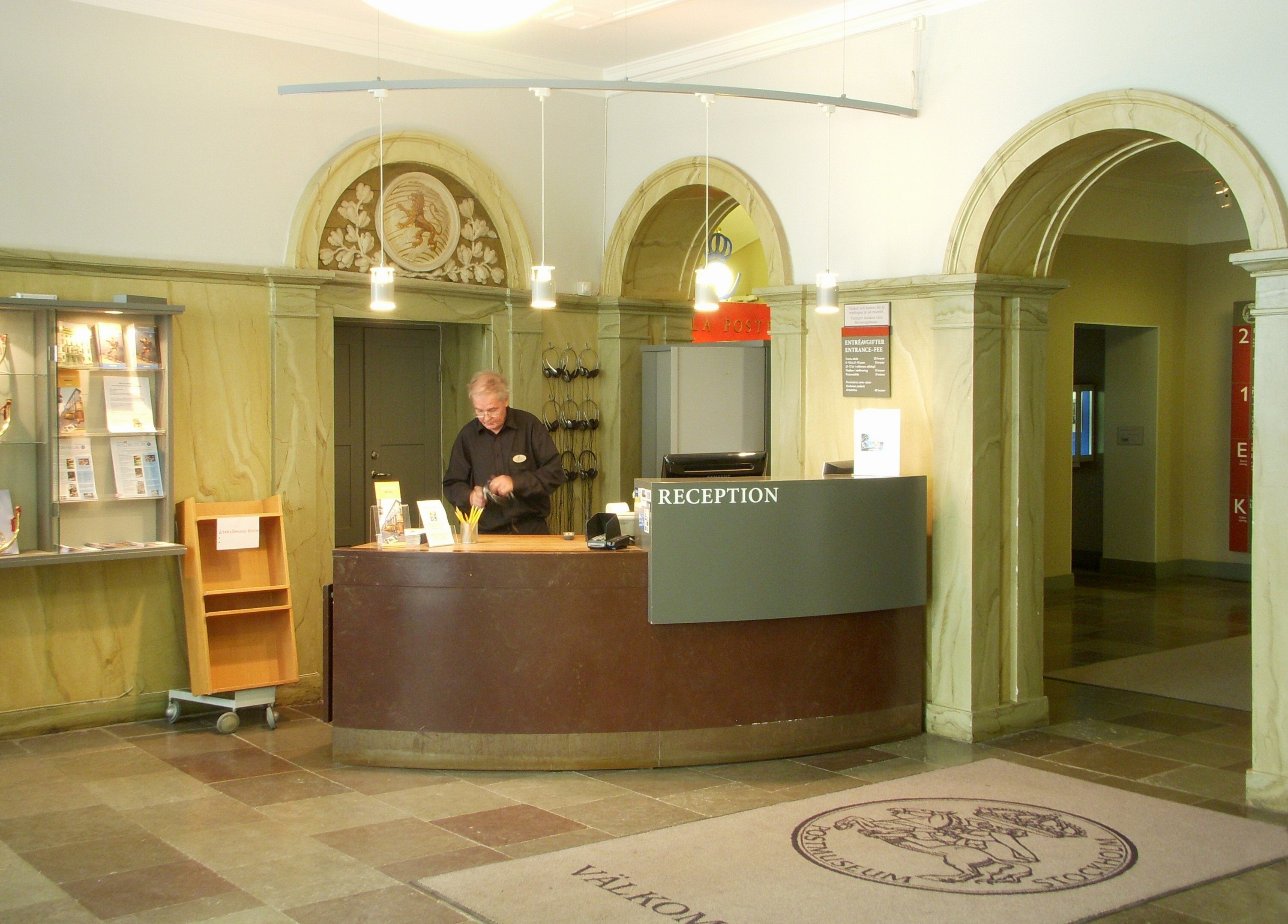
Entréhallen till Postmuseum.
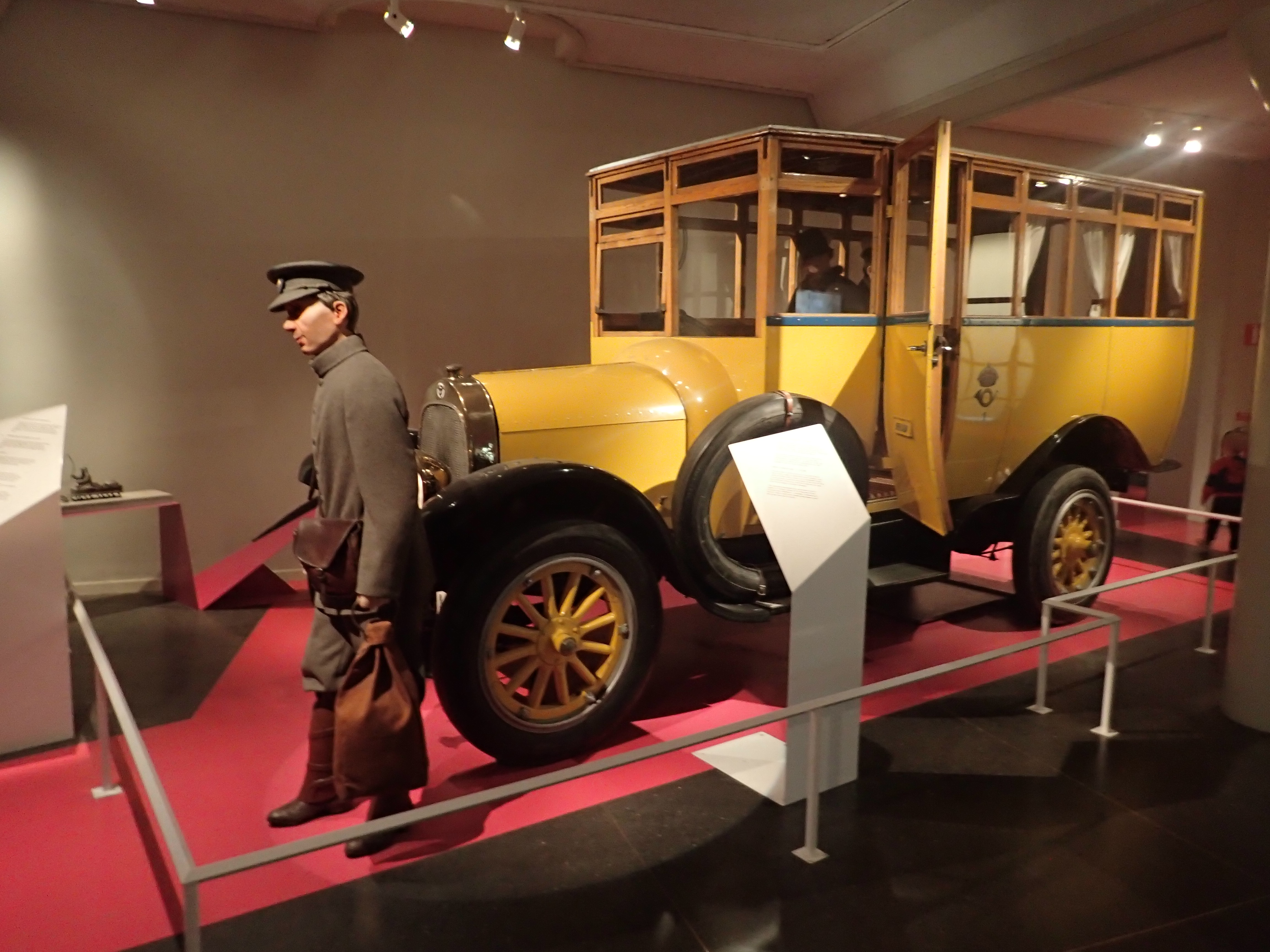
Från utställningen.